# I rapinatori
I rapinatori (The Plunderers) è un film del 1948 diretto da Joseph Kane.
È un western statunitense ambientato negli anni 1870 con Rod Cameron, Ilona Massey e Lorna Gray.

## Trama
Nel negozio di Barnaby, John Drum flirta con la cantante del saloon singer Lin Connor e la sua amica Julie Ann McCabe, quando il vicesceriffo Borden cerca di arrestarlo per omicidio. Drum inscena una sparatoria in cui solo apparentemente uccide il vicesceriffo e fugge su un cavallo ma in realtà è un agente sotto copertura dell'esercito. Durante la fuga, si allea con Whit Lacey, un fuorilegge accusato di rapine e sospettato di avere attaccato la miniera di Eben Martin, un ricco proprietario, e riesce ad infiltrarsi nella sua banda. Whit convince Drum a fingere un matrimonio con Julie, la sua ragazza, per farle lasciare la città senza destare sospetti. Dopo il matrimonio, Julie scopre che Whit ha intenzione di compiere un ultimo colpo rubando una mandria di cavalli da vendere all’esercito. Tuttavia, il piano fallisce quando un cowboy ferito riconosce gli animali rubati. Nel frattempo, Drum continua a lavorare con lo sceriffo per raccogliere prove contro Whit e i suoi complici. Le cose si complicano quando si scopre che Martin è il vero mandante delle rapine. Martin, allora, cerca di eliminare Drum svelando la sua identità a Whit, ma il fuorilegge, ormai legato a Drum, gli permette di scappare. Tuttavia, Whit e il suo braccio destro Calico vengono catturati e portati in un avamposto dell’esercito. Quando i Sioux attaccano il forte, Whit e Calico si uniscono a Drum per difendere l'avamposto. Durante il caos Whit uccide Martin mentre Julie viene colpita a morte da una freccia. Whit e Calico trovano la morte in battaglia ma la cavalleria sopraggiunge respingendo i Sioux. Alla fine, Drum lascia l’esercito e si ritira nella sua ranch in Texas, portando con sé Lin Connor, con cui progetta di iniziare una nuova vita.

## Produzione
Il film, diretto da Joseph Kane su una sceneggiatura di Gerald Geraghty e Gerald Drayson Adams e un soggetto di James Edward Grant, fu prodotto da Joseph Kane per la Republic Pictures e girato a Santa Clarita, nel ranch di Corriganville a Simi Valley, nell'Iverson Ranch a Chatsworth, a Kernville e nel Vasquez Rocks Natural Area Park ad Agua Dulce, in California, da fine maggio a fine giugno 1948. Il titolo di lavorazione fu The Far Outpost.

## Distribuzione
Il film fu distribuito con il titolo The Plunderers negli Stati Uniti dal 31 ottobre 1948 al cinema dalla Republic Pictures.
Altre distribuzioni:
- in Finlandia il 12 agosto 1949 (Hyökkäys Jefferson-linnakkeeseen)
- in Danimarca il 24 novembre 1950 (Rødhuder på krigsstien)
- in Svezia il 18 maggio 1951 (Rödskinnen slår till)
- in Germania Ovest il 5 giugno 1952 (Die Plünderer von Nevada)
- in Austria nel novembre del 1952 (Der Plünderer von Nevada)
- in Brasile (Os Salteadores)
- in Francia (Les pillards)
- in Italia (I rapinatori)

## Critica
Secondo il Morandini il film è caratterizzato, negativamente, da molti stereotipi e da "un'ideologia reazionaria" contro gli indiani.

## Promozione
Le tagline sono:
- DARING WESTERN TIMES! WILD AS RAGING PRAIRIE FIRES!
- Attack! Attack! ATTACK!
- The Challenge of Life... The Challenge of Love... The Challenge of the Law!
- The BLAZING Challenge Of The Last Frontier!